# Királyok völgye 10

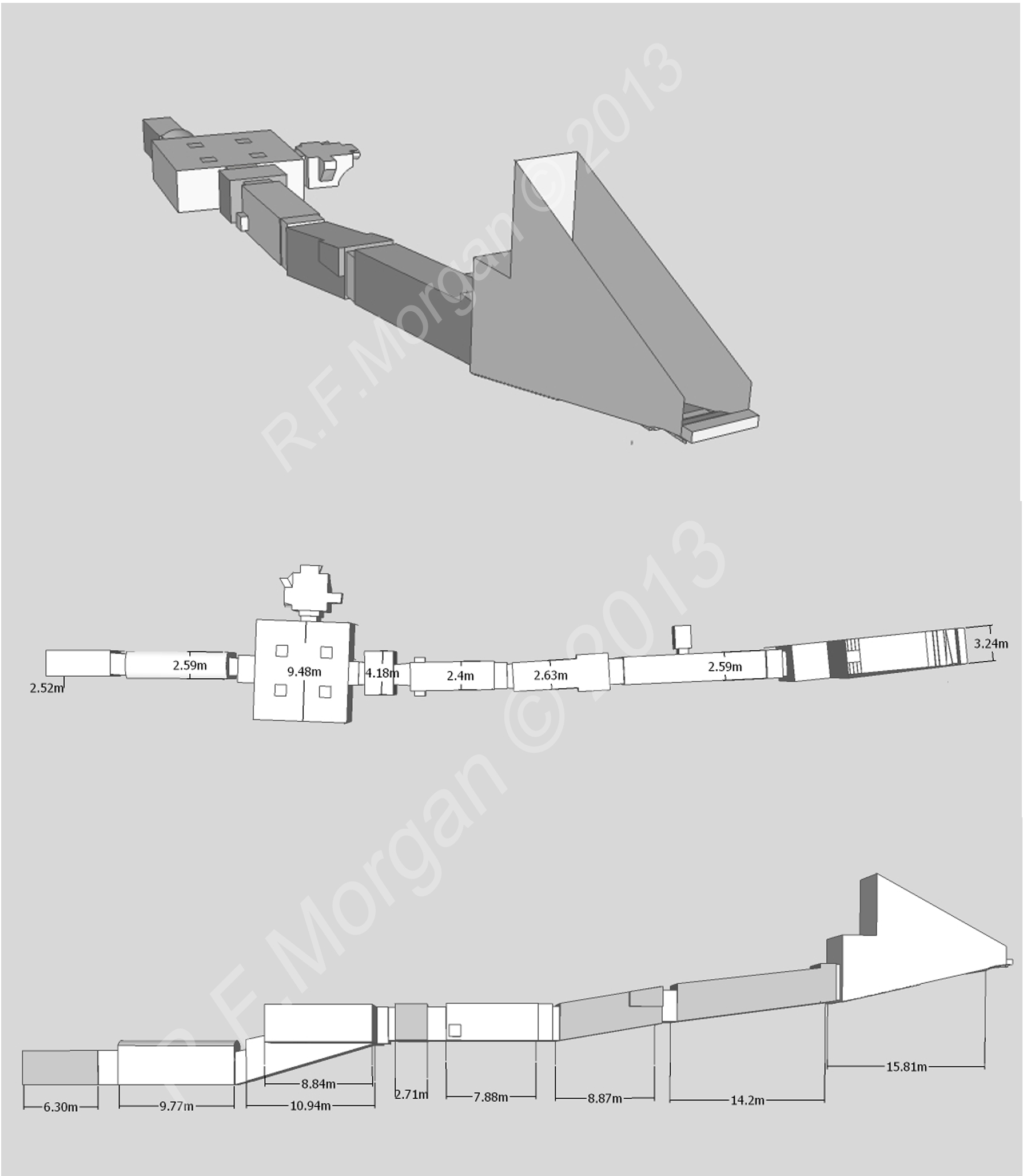
A sír sematikus képe

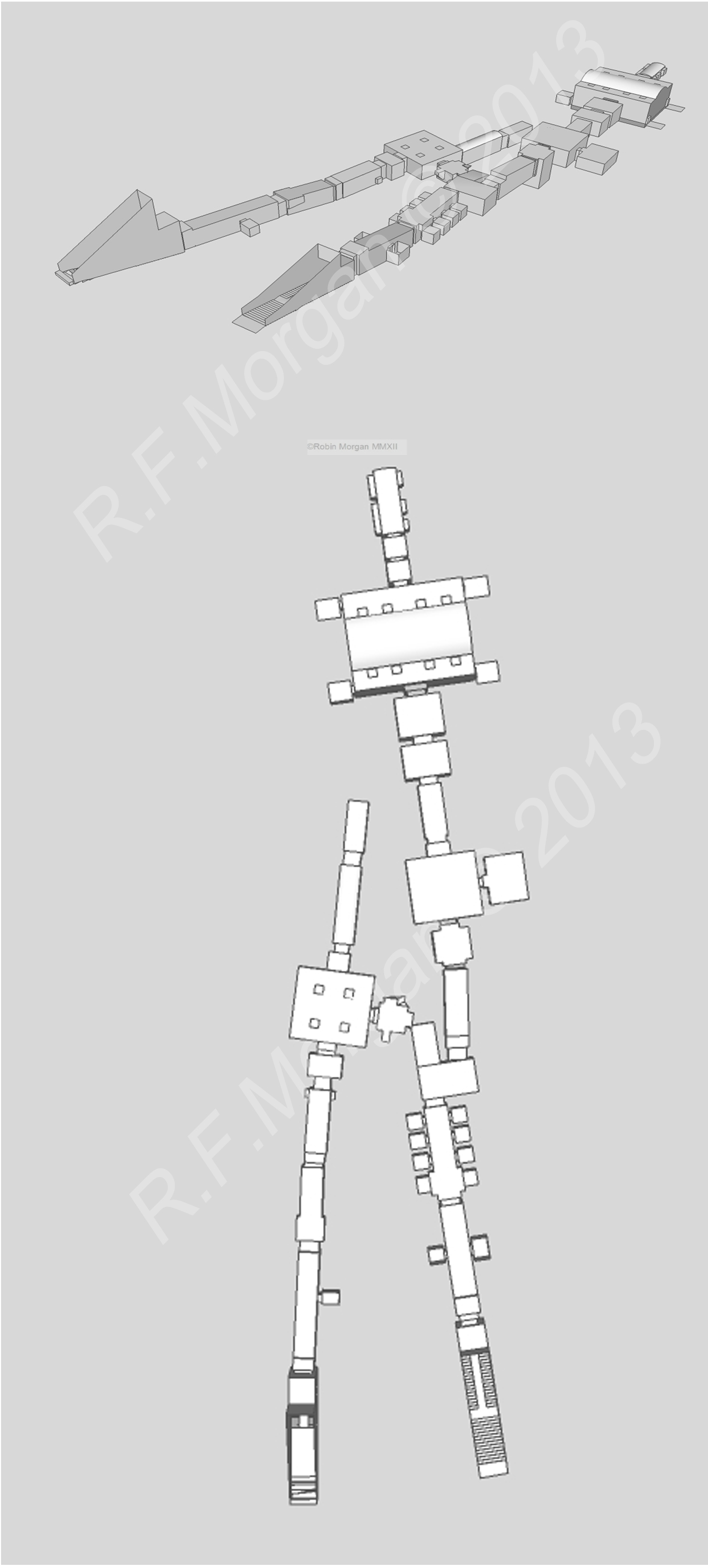
KV10 & KV11

A Királyok völgye 10 (KV10) egy egyiptomi sír a Királyok völgye keleti völgyében, a fő vádiban. A XIX. dinasztia egy rövid ideig uralkodó fáraója, Amenmessze sírjának épült, de nincs rá bizonyíték, hogy valaha is ide temették. A XX. dinasztia uralkodásának vége felé a sírt másodlagos temetkezéshez használták fel, díszítését átalakították.

## Feltárása
A sír egy része az ókor óta nyitva állt, bejáratánál görög és arab nyelvű falfirkák láthatóak. Richard Pococke 1743-ban feltüntette térképén a sírt. A 19. század elején látogatást tett a sírban Jean-François Champollion és Karl Richard Lepsius is. 1883-ban Eugène Lefébure dokumentálta a sír dekorációját, majd 1886-89-ben megjelentette.
Edward R. Ayrton 1907-ben megtisztította a bejárati folyosót és röviden tanulmányozta a sírt. 1992-ben kezdte kutatni az Otto Schaden vezette amerikai régészcsoport.

## Leírása
A sír egyenes tengelyű, 105,34 m hosszú, területe 350,27 m². Egy lépcsős bejárati folyosót három, enyhe szögben lejtő folyosó követ, melyek közül a másodikból jobbra (nyugat felé) kis kamra nyílik. A harmadik folyosó kamrában folytatódik, melynek padlójába a többi korabeli sírnál megszokottól eltérően nem vájtak aknát. Innen lépcsőn egy négyoszlopos terembe jutunk, melyet két folyosó követ; az elsőnek boltíves a mennyezete, a második, amely a sírkamrához vezetett volna, befejezetlen. A sírkamra nem készült el. A négyoszlopos teremből jobbra egy kamra nyílik, melyből három irányba három kisebb kamrát kezdtek kivájni. Ezekbe a kamrákba később véletlenül betörtek a szomszédos KV11 síron dolgozó munkások.
A sír díszítése a bejárat közelében helyenként domborműves, de túlnyomórészt mélydomborműves. A dekoráció a bejárattól az oszlopos csarnokig terjed, a két utolsó folyosó díszítetlen. Az Amenmessze számára készült eredeti díszítés gyakorlatilag azonosnak tűnik azzal, ami Merenptah sírjában, a Királyok völgye 8-ban látható: az első két folyosón a Ré litániája, a harmadikon az Amduat könyvének jelenetei láthatóak. Emellett megjelenik a sírban a Halottak Könyve, valamint több istenség, köztük Ré, a Hórusz-fiak, Ozirisz, Ízisz, Nebethet, Neith, Szelket, Anubisz és Inmutef is. Amenmesszét nem temették a sírba, anyja, Tahát nevét azonban megtalálták egy vörösgránit szarkofágfedélen és mészkő kanópuszedényeken, előbbi eredetileg egy máshonnan nem ismert hercegnő-királyné, Anuketemheb (talán II. Ramszesz egyik lánya) tulajdonát képezték. Később az oszlopos csarnok domborműveit eltávolították, falakat levakolták és festett díszítéssel látták el a sírt uszurpáló Baketwernel királyné számára. Baketwernelt, mivel ebbe a sírba temetkezett, eleinte Amenmessze feleségének vélték, de mára bebizonyosodott, hogy jóval később, a XX. dinasztia idején élt és valószínűleg IX. Ramszesz családjához tartozott. A sír dekorációján megjelenik Tahát hercegnő-királyné is, akinek számára az oszlopos csarnok előtti helyiséget átalakították. Ő vagy a XIX. dinasztia idején élt Taháttal, Amenmessze anyjával azonos, vagy a XX. dinasztia idején élt Taháttal, aki Baketwernel kortársa, és szintén másodlagos temetkezésről van szó. Egy rossz állapotban fennmaradt koponya és állkapocs valószínűleg Tahát múmiájából maradt.
Mivel a sír az ókortól nyitva áll, a beáradó víz jelentős kárt tett a díszítésben, ami csak töredékesen maradt fenn, valamint az oszlopokban és főleg a két leghátsó folyosóban. A repedésekkel teli kőzet miatt a síron már az ókori munkások is végeztek javításokat. A sír előtti alacsony falat 1997-ben megemelték, hogy védjék a sírt az áradástól. A díszítést figyelik, hogy nem kezd-e leválni, de a leghátsó folyosó rossz állapotú mennyezetét leszámítva nem észlelték ennek nyomát. Az oszlopokat 1998–2000 közt restaurálták.
A sírban talált számos különböző lelet más-más korból származik, a fáraókortól a római koron át a modern időkig, jelentős részét a víz sodorta be. Lefébure a dekorációk lemásolása közben egy kalcitszarkofág darabját találta meg, amelyet eleinte Amenmessze szarkofágjából származónak véltek; emellett került elő kb. 70 kék fajansz usébtifigura I. Széthi nevével, VI. Ramszesz szarkofágjának töredékei és más temetkezési kellékek. Howard Carter kanópuszedény-töredékeket talált Tahát nevével. Egy vörösgránit szarkofágfedél-töredéken Merenptah feleségének (talán Amenmessze anyjának) neve állt.

## Fordítás
- Ez a szócikk részben vagy egészben  a   KV10 című német Wikipédia-szócikk ezen változatának fordításán alapul.  Az eredeti cikk szerkesztőit annak laptörténete sorolja fel. Ez a jelzés csupán a megfogalmazás eredetét és a szerzői jogokat jelzi, nem szolgál a cikkben szereplő információk forrásmegjelöléseként.

## Külső hivatkozások
- Theban Mapping Project: KV10
- KV-10 The Tomb of Amenmesse Project